# Tragia aurea
Tragia aurea är en törelväxtart som beskrevs av Henry Hurd Rusby. Tragia aurea ingår i släktet Tragia och familjen törelväxter.
Artens utbredningsområde är Bolivia. Inga underarter finns listade i Catalogue of Life.